# Mémorial du génocide arménien de Montebello
Le Mémorial du génocide arménien de Montebello (officiellement en anglais : Armenian Genocide Martyrs Monument) est un mémorial consacré au Génocide arménien de 1915 et situé à Montebello en Californie.
Inauguré en avril 1968, il s'agit d'une tour de béton haute de vingt-trois mètres de haut, comprenant huit arches. Il s'agit du mémorial consacré au Génocide arménien le plus ancien des États-Unis.